# Sofie Rovenstine
Sofie Rovenstine (* 26. Januar 1999 in Franklin, Tennessee, USA) ist ein US-amerikanisches Model.

## Leben
Sofie Rovenstine wurde in Franklin, Tennessee geboren. Sie hat zwei Schwestern und einen Bruder.
Sie hat einen Abschluss in International Affairs.

## Karriere
Während der Schulzeit modelte sie nebenbei und wurde dann von der IMG Models Agentur entdeckt und aufgenommen. Diese Agentur gab ihr die Möglichkeit, mit Designern wie Zac Posen, Carolina Herrera und Christian Siriano zusammenzuarbeiten.
Im Jahr 2018 gewann sie Miss Teen Tennessee und lief in der Victoria’s Secret Fashion Show.